# Mara (Venezuela)
Mara is een gemeente in de Venezolaanse staat Zulia. De gemeente telt 249.000 inwoners. De hoofdplaats is San Rafael del Moján. Het grenst in het westen aan Colombia.